# Mamudo Moro
Mamudo Moro (Accra, 1995. március 7. –) ghánai labdarúgó, a svéd Mjällby csatárja.

## Pályafutása
Moro a ghánai fővárosban, Accrában született. Az ifjúsági pályafutását a Golden Boot akadémiájánál kezdte.
2014-ben mutatkozott be a svéd Sjöbo felnőtt keretében. 2014-ben a BW 90, majd 2015-ben a Hässleholm szerződtette. 2016-ban a Mjällbyhoz írt alá. 2018-ban a másodosztályú Helsingborghoz igazolt. 2020. január 1-jén négyéves szerződést kötött az első osztályban érdekelt Mjällby együttesével. Először a 2020. június 15-ei, Malmö ellen 2–0-ra elvesztett mérkőzésen lépett pályára. Első gólját 2020. július 2-án, a Helsingborg ellen idegenben 1–0-ás győzelemmel zárult találkozón szerezte meg.

## Statisztikák
2022. november 6. szerint
| Klub        | Szezon   | Osztály            | Bajnokság | Bajnokság | Kupa  | Kupa | Nemzetközi | Nemzetközi | Összesen | Összesen |
| Klub        | Szezon   | Osztály            | Meccs     | Gól       | Meccs | Gól  | Meccs      | Gól        | Meccs    | Gól      |
| ----------- | -------- | ------------------ | --------- | --------- | ----- | ---- | ---------- | ---------- | -------- | -------- |
| Mjällby     | 2016     | Division 1 – Södra | 22        | 9         | 0     | 0    | —          | —          | 22       | 9        |
| Mjällby     | 2017     | Division 1 – Södra | 18        | 12        | 0     | 0    | —          | —          | 18       | 12       |
| Mjällby     | Összesen | Összesen           | 40        | 21        | 0     | 0    | 0          | 0          | 40       | 21       |
| Helsingborg | 2018     | Superettan         | 26        | 9         | 3     | 0    | —          | —          | 29       | 9        |
| Helsingborg | 2019     | Allsvenskan        | 24        | 1         | 0     | 0    | —          | —          | 24       | 1        |
| Helsingborg | Összesen | Összesen           | 50        | 10        | 3     | 0    | 0          | 0          | 53       | 10       |
| Mjällby     | 2020     | Allsvenskan        | 20        | 6         | 4     | 4    | —          | —          | 24       | 10       |
| Mjällby     | 2021     | Allsvenskan        | 27        | 6         | 3     | 2    | —          | —          | 30       | 8        |
| Mjällby     | 2022     | Allsvenskan        | 27        | 2         | 4     | 2    | —          | —          | 31       | 4        |
| Mjällby     | Összesen | Összesen           | 74        | 14        | 11    | 8    | 0          | 0          | 85       | 22       |
| Összesen    | Összesen | Összesen           | 164       | 45        | 14    | 8    | 0          | 0          | 178      | 53       |

## Sikerei, díjai
Helsingborg
- Superettan
  - Feljutó (1): 2018